# Antički brodolom kod Hosta (amfore Dressel)
Ostatci antičkog brodoloma nalaze se kod otočića Hosta, na ulazu u Viški zaljev, Grad Vis.

## Opis
Velika količina ulomaka amfora izuzetno rijetkog tipa "Dressel 35-36" nalazi se kod otočića Host, na ulazu u Viški zaljev. Datira iz 2. do 1. stoljeća pr. Kr.

## Zaštita
Pod oznakom Z-2 zavedena je kao nepokretno kulturno dobro - pojedinačno, pravna statusa zaštićena kulturnog dobra, klasificirano kao "arheološka baština".